# Highway Glacier
Highway Glacier är en glaciär i Kanada.   Den ligger i territoriet Nunavut, i den östra delen av landet, 2 500 km norr om huvudstaden Ottawa. Highway Glacier ligger 727 meter över havet.
Terrängen runt Highway Glacier är huvudsakligen bergig, men åt nordost är den kuperad. Trakten runt Highway Glacier är nära nog obefolkad, med mindre än två invånare per kvadratkilometer.. Det finns inga samhällen i närheten. 
Trakten runt Highway Glacier består i huvudsak av gräsmarker.